# Erlangen

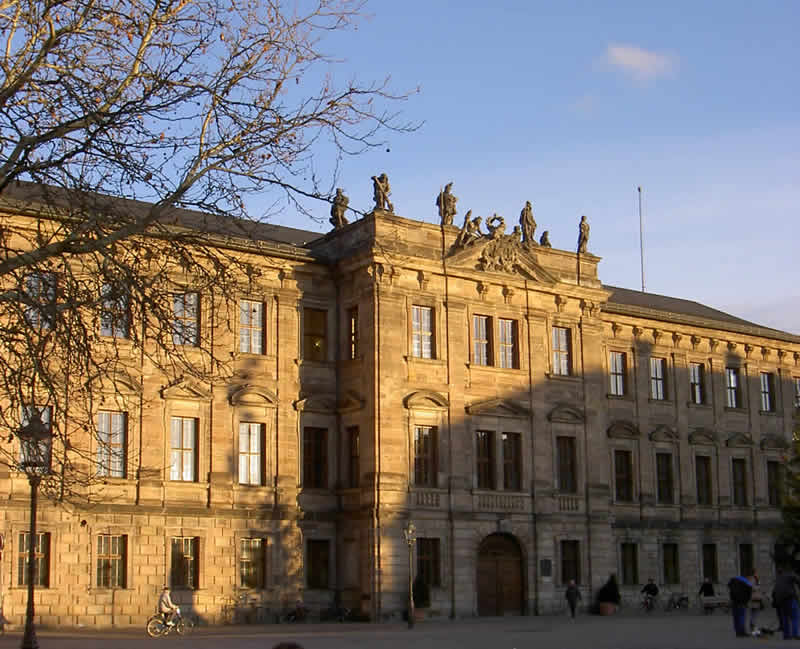
Le château.

L'orgue de l'église d'Erlangen.

Erlangen (Erlangue en français) est une ville d'Allemagne, dans la région de la Moyenne-Franconie (Mittelfranken), située au nord de l'État libre de la Bavière (Bayern), à une vingtaine de kilomètres au nord-ouest de Nuremberg. Avec plus de 116 000 habitants, c'est la plus petite des huit grandes villes (Großstädte : plus de 100 000 habitants) de la Bavière, et l'une des plus petites d'Allemagne (68e des 81 grandes villes allemandes en 2023). Renommée pour son université (université Friedrich-Alexander d'Erlangen-Nuremberg) et sa médecine, c'est aussi l'un des principaux sièges de l'entreprise Siemens AG. Le groupe français Areva, dont une partie est issue de Siemens, y a une présence croissante.
De nombreux huguenots français s'y sont réfugiés. L'église réformée marque le centre de leur quartier.

## Toponymie
Anciennement Villa erlangon, grozzenerlang en 1348, Erlanngen (1374).
- Erlang en francique oriental.

## Géographie
Erlangen est située dans la vallée de la Regnitz près du canal Rhin-Main-Danube. Elle forme une agglomération avec Fürth et Nuremberg situées à une quinzaine de kilomètres au sud.

### Églises
- Evangelische Johanneskirche
- Evangelische Thomaskirche
- Hugenotten Kirche
- Katholische Pfarrkirche Heilige-Kreuz
- Katholische Pfarrkirche Herz Jesu
- Katholische Kirche Sankt Heinrich
- Katholische Kirche Sankt Sebald
- Katholische Kirche Sankt Theresia
- Katholische Kirche Sankt Xystus
- Kirche zu den Heiligen Aposteln
- Matthäus Kirche
- Neustäder Kirche

### Arrondissements
| - Büchenbach - Bruck - Eltersdorf - Erlangen | - Frauenaurach - Großdechsendorf - Hüttendorf - Klosterwald | - Kosbach - Kriegenbrunn - Mönau - Tennenlohe |

## Histoire
| Appartenances historiques Burgraviat de Nuremberg 1056–1398 Principauté de Bayreuth 1398–1792 Royaume de Prusse 1792–1806 Royaume de Bavière 1806–1918 Empire allemand 1871-1918 République de Weimar 1918–1933 Reich allemand 1933–1945 Allemagne occupée 1945–1949 Allemagne de l'Ouest 1949–1990 Allemagne 1990-présent |

Erlangen est fondée en 1002 sous le nom de « Villa Erlangon ». En 1374, la ville commence à frapper la monnaie. En 1528, la ville adhère à la Réforme. En 1686, les premiers Huguenots, fuyant la France, arrivent dans la ville.

## Sport
La ville abrite un important club de handball, le HC Erlangen qui évolue en Bundesliga.

## Jumelages
- Eskilstuna (Suède) depuis 1961
- Rennes (France) depuis 1964
- Vladimir (Russie) depuis 1983
- Iéna (Allemagne) depuis 1987
- Stoke-on-Trent (Royaume-Uni) depuis 1989
- San Carlos (Nicaragua) depuis 1989
- Beşiktaş (Turquie) depuis 2003
- Port-Louis (Maurice)

Il y a d'autres coopérations avec :
- Shenzhen (Chine) depuis 1997
- Richmond (États-Unis) depuis 1998
- Cumiana (Italie) depuis 2001
- Ajman (Émirats arabes unis) depuis 2005
- Umhausen (Autriche) depuis 2006

## Personnalités liées à Erlangen

### Personnalités nées à Erlangen
- Johann Rautenstrauch (1746-1801), homme de lettres germano-autrichien et satiriste de la période de l'Aufklärung
- August Friedrich Schweigger (1783-1821), médecin et naturaliste
- Georg Ohm (1789-1854), physicien et frère aîné de Martin Ohm
- Julie von Egloffstein (1792-1869), comtesse et peintre
- Martin Ohm (1792-1872), mathématicien et frère cadet de Georg Ohm
- Carl Friedrich Philipp von Martius (1794-1868), botaniste, ethnographe et explorateur
- Julius Friedrich Heinrich Abegg (1796-1868), criminaliste
- Friedrich Delitzsch (1850-1922), assyriologue
- Emmy Noether (1882-1935), mathématicienne spécialiste d'algèbre abstraite et de physique théorique
- Fritz Noether (1884-1941), mathématicien et frère cadet d'Emmy Noether
- Hermann Lommel (1885-1968), indianiste et iranologue
- Wilhelm Fraenger (1890-1964), historien d'art
- Max Grimmeiss (1893-1972), général d’infanterie durant la Seconde Guerre mondiale.
- Eduard Hauser (1895-1961), Generalleutnant pendant la Seconde Guerre mondiale
- Helmut Zahn (1916-2004), chimiste
- Karl Meiler (1949-2014), joueur de tennis professionnel
- Gerhard Frey (1944-), mathématicien
- Lothar Matthäus (1961-), footballeur et champion du monde FIFA 1990
- Charlie Bauerfeind (1963-), ingénieur du son et producteur de musique
- Doris Matthäus (1963-), auteure et illustratrice de jeux de société
- Juergen Teller (1964-), photographe
- Stefan Schwarzmann (1965-), batteur de heavy metal
- Peter Wackel (1977-), chanteur de schlager allemand
- Flula Borg (1982-), DJ, acteur et youtubeur
- Alexander Stephan (1986-), footballeur

### Personnalités décédées à Erlangen
- Christian-Ernest de Brandebourg-Bayreuth (1644–1712), margrave de Brandebourg-Bayreuth
- Philipp Ludwig Statius Müller (1725-1776), zoologiste
- Johann Christian Daniel von Schreber (1739–1810), botaniste, mycologue et zoologiste
- Eugen Johann Christoph Esper (1742-1810), naturaliste
- Johann Georg Meusel (1743-1820), historien, lexicographe et bibliographe
- Wilhelm Daniel Joseph Koch (1771-1849), botaniste
- Karl Wilhelm Gottlob Kastner (1783-1857), chimiste
- Ferdinand von Parseval (1791-1854), général de cavalerie
- Karl Georg Christian von Staudt (1798-1867), mathématicien
- Karl Wilhelm Feuerbach (1800-1834), géomètre
- Rudolf Kohlrausch (1809-1858), physicien
- Karl von Hegel (1813-1901), historien
- Friedrich Wilhelm Hagen (1814-1888), médecin et psychiatre
- Paul Albert Gordan (1837–1912], mathématicien
- Max Noether (1844-1921), mathématicien, père d'Emmy Noether
- Marie-Josèphe de Saxe (1867-1944), archiduchesse d'Autriche
- Adolf Schulten (1870-1960), archéologue, historien et philosophe
- Otto Michaelis (1875-1949), pasteur et théologien protestant
- Karl-Heinrich Bodenschatz (1890–1979), officier
- Otto Barth (1891-1963), officier
- Hermann Künneth (1892–1975), mathématicien
- Max Grimmeiss (1893-1972), général d’infanterie durant la Seconde Guerre mondiale.
- Josef Mayr-Nusser (1910-1945), militant catholique, victime du nazisme
- Paul Lücke (1914-1976), homme politique
- Karl Hoffmann (1915-1996), linguiste et philologue
- Georg Nees (1926-2016), pionnier de l'art numérique
- Kurt Albert (1954-2010), grimpeur, alpiniste et photographe

### Autres liens
- Musée de la ville d'Erlangen, un musée municipal consacré à l'histoire de la ville d'Erlangen
- Daniel de Superville (1696-1773), médecin et universitaire néerlandais, premier chancelier de l'université d'Erlangen
- Samuel Hahnemann (1755 - 1843 à Paris), médecin qui participa à l'avancée de l'homéopathie, obtint son doctorat à l'université d'Erlangen
- Christian Gottfried Daniel Nees von Esenbeck (1776-1858), directeur du jardin botanique d'Erlangen
- Georg August Goldfuss (1782-1848), paléontologue et zoologiste, obtint son doctorat à l'université d'Erlangen
- Friedrich Rückert (1788-1866), poète, traducteur et orientaliste
- Le programme d'Erlangen (1872), programme de recherche mathématique publié par Felix Klein lors de sa prise de possession de sa chaire à l'université d'Erlangen
- Wilhelm Gottlieb Rosenhauer (1813-1881), zoologiste, spécialisé dans l'entomologie; obtint son doctorat à l'université d'Erlangen
- Ferdinand von Lindemann (1852-1939), mathématicien, obtint son doctorat à l'université d'Erlangen
- Karl Sudhoff (1853-1938), historien de la médecine, obtint son doctorat à l'université d'Erlangen
- Ludwig Knorr (1859-1921), chimiste allemand, obtint son doctorat à l'université d'Erlangen
- Otto Hauser (1874-1932), archéologue, préhistorien et marchand d'art suisse; découvreur de sites paléolithiques renommés en Dordogne; obtint son doctorat à l'université d'Erlangen
- Hans Geiger (1882-1945), physicien, inventa le compteur Geiger, obtint son doctorat à l'université d'Erlangen
- Margarete Berent (1887-1965, avocate, féministe, obtient son doctorat à l'Université d'Erlangen
- Elke Sommer (1940-), actrice, animatrice, chanteuse et peintre; passa son baccalauréat à Erlangen
- Habib Bektaş (1951-), écrivain turco-allemand, habite à Erlangen
- Hannah Stockbauer (1982-), nageuse spécialiste des courses de demi-fond en nage libre
- August von Platen (1796-1835), poète, dramaturge et diariste, étudiant à l'université d'Erlangen
- Friedrich Wilhelm Joseph von Schelling (1775-1854), philosophe, professeur à l'université d'Erlangen